# Nishikatsura
Nishikatsura (jap. 西桂町 Nishikatsura-chō) – miasto w Japonii, na wyspie Honsiu, w prefekturze Yamanashi. Według danych na rok 2020 miejscowość zamieszkiwało 4 041 mieszkańców , a gęstość zaludnienia wyniosła 265,5 os./km².